# Историја динара
Динар, као валута, се користи као званична валута неких исламских земаља: Алжир (Алжирски динар), Бахреин (Бахреински динар), Ирак (Ирачки динар), Јордан (Јордански динар), Кувајт (Кувајтски динар), Либија (Либијски динар), Судан (Судански динар) и Тунис (Тунишански динар), и валута Србије (Српски динар) и Македоније (Македонски денар), као наследника југословенског динара. Историја динара, ипак, почиње са римским новцем, денаријусом, по коме су и све наведене валуте добиле своје име.

## Римски новац
Валутни систем Римског царства је обухватао ковани новац који се звао денаријус (множина: денари), који се у Римском царству ковао и био у употреби од око 211. године старе ере. То су били мали сребрни новчићи, који су били у употреби све док их нису заменили тзв. „антонијуси”.
Назив „динар“ је настао средином трећег века п. н. е. од латинске речи denarius, јер су Римљани тако назвали сребрени новац којим су заменили дотадашњи бакарни, а вредео је десет пута више од њега лат. deni значи по десет. Каснија римска кованица од злата ауреус имала је вредност од 25 денариуса. На Истоку је назив денариус попримио грчки облик денарион односно динарион, а затим су га преко Византије преузели Арапи и пошто је главни део трговине у то време (до 10. века) био у рукама Арапа, арапски златни динар се проширио по Европи до Балтика, па тако је ушао у употребу и у српски језик.

## Златни динар и сребрни дирхам
Оснивањем прве исламске државе тј. халифата, у 7. веку, уведени су златни динар и сребрни дирхам као валуте. Те валуте су биле у оптицају све до Отоманског освајања ове земље.

## Српски динар

### Династија Немањића
„Српски динар” се први пут помиње у архивским документима с краја 1214. године, у време Стефана Првовенчаног (велики жупан 1196-1217, краљ 1217—1228).
Од тог времена све до пада Деспотовине 1459. године, „динар” су ковали готово сви српски владари, и то широм територије српске средњовековне државе, у ковницама које су се налазиле у близини бројних рудника сребра као што су Брсково, Рудник, Ново Брдо, Сребрница, Трепча и други, и тај новац се звао динар. Представљао је једно од најбитнијих обележја самосталности и државности тадашње српске државе, у средњем веку.
Сав средњовековни новац Србије се, због повлачења злата из оптицаја – појаве карактеристичне за тај период свуда у Европи – ковао искључиво у сребру.
Након губитка самосталности српске државе, престаје да се кује српски динар.

### Кнежевина и Краљевина Србија
Назив основне римске монете – денар, преко српског средњовековног ковања и, надаље, преко ковања обновљене Србије у 19. веку, задржао се до данас у називу динар – основне новчане јединице монетарног система савремене Србије.
Кнез Михаило Обреновић (кнез 1839-1842. и 1860-1868) доноси решење да се кује прва српска монета. Први српски ковани новац, израђен у бечкој ковници од легуре бакра, у апоенима од 1, 5 и 10 пара, с ликом кнеза Михаила на аверсу и годином издања 1868. Нова новчана јединица, с називом динар, искована је у сребру 1875. године. Носила је лик кнеза Милана, а израђена је у апоенима од 50 пара, 1 и 2 динара. Први златни новац у Србији искован је 1879. године у номиналној вредности од 20 динара. Поводом проглашења кнеза Милана за краља Србије 6. марта 1882, кован је златни новац од 10 и 20 динара, популарно назван «Миландор».
Прва новчаница издата у Србији везује се за почетак рада Привилеговане народне банке Краљевине Србије, који је 2. јула 1884. био обележен издавањем новчанице од 100 динара, плативе у злату, израђене по клишеу за резервну новчаницу од 100 франака Народне банке Белгије.

### Југославија
По завршетку Првог светског рата, на територији новостворене Краљевине Срба, Хрвата и Словенаца затекле су се у оптицају разне врсте кованог новца. Усвојен је Југословенски динар (YUS) као валута и био је једнаке вредности као 4 Југословенске круне (YUK).
Априла 1945. године, када је ослобођена Југославија, и уведен је Динар Југословенске федерације (YUF) као нова валута, по курсу од 1-ог динара југословенске федерације (YUF) једнаком 40 хрватских куна или 20 српских динара тј. 50 динара југословенске федерације (YUF) је било једнако са једним америчким доларом.
1. јануара 1966. године, Чврсти динар (YUD) је заменио Федерацијски динар (YUF) по курсу од 1 чврстог динара за 100 федерацијских динара. 1. јануара 1990. године је уведен Конвертибилни динар (YUN), по курсу од 1 конвертибилног динара за 10.000 чврстих динара. Након распада СФРЈ, СР Југославија уводи нову валуту - Југословенски реформирани динар (YUR) 1. јула 1992. године.
Током хиперинфлације у Југославији, неколико пута су увођене нове валуте као мера борбе против инфлације. Прво је  Југословенски октобарски динар (YUO) заменио Југословенски реформирани динар (YUR) 1. октобра 1993. године, по курсу од 1 октобарски динар за 1.000.000 реформираних динара. Затим је уведен Динар из 1994. године (YUG), 1. јануара 1994. године, и мењао се за 1.000.000.000 октобарских динара. Југословенски динар из 1994. је убрзо замењен са Југословенским новим динаром (YUN, Аврамом динар) већ 24. јануара 1994. године, који је био једнаке вредности као немачка марка (DEM).

### Србија
Након што су парламенти Србије и Црне Горе изгласали промену назива СР Југославије у ДЗ Србија и Црна Гора, 4. фебруара 2003. године, промењени су валутни кодови и Српски динар (CSD) је заменио Југословенски динар.
Српски динар (CSD) из ДЗ Србија и Црна Гора је замењен и данас је у употреби Српски динар Републике Србије (RSD).

### Хрватска
Након проглашења независности (1991), Хрватска је привремено увела Хрватски динар (HRD) као валуту, који је био једнаке вредности као Југословенски нови динар. Хрватски динар је 30. маја 1994. године замењен Хрватском куном (HRK).

### Босна и Херцеговина
Након проглашења независности (3. марта 1992), Босна и Херцеговина уводи Босанско-херцеговачки динар (BAD) који је био исте вредности као Југословенски реформирани динар. Августа 1994. године, уведен је Нови динар (BAN) који се мењао за 10.000 старих динара (BAD). Затим је, 1998. године, Босна и Херцеговина прешла на Босанско-херцеговачку конвертибилну марку (BAM) који је био конвертибилан са Немачким маркама (DEM).

### Република Српска
Република Српска је у Бањалуци издала своје динаре (BASN), који су били једнаке вредности као Југословенски реформирани динар. Када је Југославија увела нови динар и Република Српска је увела Нови динар (BASO), једнаким са Југословенским октобарским динаром (YUO).

### Република Српска Крајина
Након што се Република Српска крајина издвојила из Хрватске, увела је своју динарску валуту која је била једнаке вредности као Југословенски динар. Прве новчанице Крајишког реформираног динара (HRKR) су издате када и Југословенски реформирани динар. Затим је, 1. октобра 1993. године, издат Крајишки октобарски динар (HRKO) и био је мењан за 1.000.000 реформираних динара, и Југословенски динар из 1994. године, издат 1. јануара 1994. године, који је мењан за 1.000.000.000 октобарских динара. Новчанице је издавала прво Република Српска крајина 1991. и 1992. године, а затим Народна банка Републике Српске крајине од 1992. до 1994. године.

### Македонија
У Македонији је био у употреби српски динар још од 1913. године када је Краљевина Србија, заједно са Бугарском и Грчком, ослободила Македонију, којим је замењена Отоманску пијестру (XOTP).
Македонски денар је уведен 1992. године и имао је исту вредност као и југословенски динар у том тренутку. Реформа валуте је извршена 1993. када је уведен нови денар који је имао вредност 100 старих денара (MKN).
Издаје га Народна банка Републике Северне Македоније.

## Традиционална исламска валута
Током Османског царства, на територијама којима је Османско царство управљало, у оптицају су биле Пјастрије отоманског царства (XOTP) и Лире отоманског царства (XOTL).
Након Првог светског рата, током кога су Савезници освојили освојили већину територија Османског царства, на тим територијама се од тада користе европске валуте.
Како се која исламска земља ослобађала од европских власти и стицала независност, кренуле су једна по једна да уводе динар као своју валуту:
Ирак (1932), Јордан (1950), Судан (1957), Тунис (1958), Кувајт (1961), Алжир (1964), Бахреин (1965) и Либија (1971).
Централна банка Ирака је увела Ирачки динар (IQD) 1932. године, након стварања самосталног Суданског краљевства, одвајајући се од Британског царства. Тада је заменила Индијску рупију која је била званична валута још од Првог светског рата када је Британска империја освојила Ирак (1919). Био је везан за Британску фунту стерлинга.
Јордански динар (JOD) је заменио Палестинску фунту 1. јула 1950. године, и био је једнаке вредности као и Палестинска фунта. Јордански динар се делио на 10 дирхама или 1.000 фила све до 1993. године, од када се дели на 10 пјастри (Piastres) или 1.000 фила.

Након добијања независности, Судан 8. априла 1957. уводи Суданску фунту (SDP), која се користи паралелно са Египатском фунтом. 1992. године, Судан мења своју валуту уводећи Судански динар (SDD) уместо ње, по курсу од 1-ог динара (SDD) за 10 фунти (SDP). Суданска фунта је званично избачена из употребе тек 1. августа 1999. године.
Тунишански динар (TND) је заменио Тунишански франак 1. новембра 1958. године, с тиме да је 1.000 француских франака мењано за 1 тунишански динар.

Кувајтски динар је увео Кувајтски валутни одбор 1. априла 1961. године, замењујући њиме Персијско-заливску рупију (XPGR). Био је везан за Британску фунту стерлинга.

Алжирски динар (DZD) је 1. априла 1964. године заменио Алжирски франак (DZF). Алжирски динар се дели на 100 сантима.

Бахерински динар је 16. октобра 1965. године заменио Заливску рупију у односу од 10 заливских рупија за 1 бахреински динар. Бахреински динар се дели на 1.000 фила. Новчанице бахреинског динара је од 1964. године издавао Бахреински валутни одбор, а од 1973. године га издаје Бахреинска монетарна агенција.

Либијски динар (LYD) је 1. септембра 1971. године заменио Либијску фунту, у односу један за један. Либијски динар се дели на 1.000 дирхама.